# Баяты (огузы)
Баяты (азерб. Bayatlar, туркм. Baýatlar) — важное тюркское(огузское) туркоманское племя. Ведёт своё происхождение от одного из 24 внуков родоначальника и героя прародителя тюркских народов Огуз-хана. Являются субэтнической группой туркмен и азербайджанцев а также юрюков, кашкайцев, башкир. Баяты расселились на обширной территории, включающей такие современные страны как Туркменистан, Азербайджан, Ирак, Иран, Сирия и Турция. Туркменская поговорка гласит, что «во главе народа стоят (племена) кайи и баят» (туркм. Il başy — gaýy-baýat).
Из баят происходил Деде Коркут.

## Происхождение
Впервые этноним «баят» упоминается как огузское (туркменское) племя в XI веке тюркским историком Махмудом аль-Кашгари в его энциклопедическом словаре тюркского языка «Диван лугат ат-турк»:

«Огуз — одно из тюркских племён (кабиле), они же туркмены. Они состоят из 22 родов (батн)… Девятый — Баят».
— Махмуд аль-Кашгари
Государственный деятель и историк Государства Хулагуидов Рашид ад-Дин пишет о племени баят, как одном из 24 племён огузов (туркмен) в своём историческом труде «Огуз-наме»:

Трём старшим по возрасту братьям Огуз дал имя бозок… Дети Кюн-хана, самого старшего из всех сыновей Огуз-хана…Байат, то есть богатый, полный благодати.
— Рашид ад-Дин
В историческом труде «Родословная туркмен» за авторством хивинский хана и историка XVII века Абу-л-Гази сообщается о том, что племя баят было одним из 24 древних туркменских племён — прямых потомков Огуз-хана:

Имя старшего сына Огуз-хана — Кун-хан… Имя старшего сына Кyн-хана — Кайы, второй [сын] — Байат, третий — Алка-ойли, четвёртый — Кара-ойли… Значение Байат — богатый…
— Абу-л-Гази

## История
В эпоху Сефевидов представители этого племени при дворе считались родовитой аристократией, которая до конца XVI века пользовалась исключительными привилегиями при шахском дворе, занимая ведущие военные и государственные должности. Слово «баят» переводится как «счастливый и полный благодати» и «богатый». Слово «баят»  является множественным числом от монголо-ойратского слова «баян, байн», что означает «богатый» и известно со времён основателя империи хуннов Модэ, который в III веке до н. э. правил племенем Баян.
В Азербайджане баяты говорят на южном диалекте азербайджанского языка.
Племя «Баяуты» пришло в Азербайджан в XIII столетии вместе с монгольскими завоевателями. Вначале оно поселилось в Малой Азии, где смешалось с другими сельджукскими племенами, но к концу XV — началу XVI веков влилось в племя кызылбашей и переселилось в Азербайджан. В начале XX века топоним «Баят» встречался в Азербайджане в Геокчайском уезде — Байт-Мелик-Уммуд, Баят-Кадыр-Гусейн; в Джевадском — Баят; в Кубинском — Сынджан Баят, Узун Баят; в Шемахинском — Баят; в Шушинском — Баят.
Ряд авторов включает племя баяут (баят) наряду с баяндур и каи в число огузских племён, которые по всем данным имеют монгольское происхождение. Племя баят подробно описано Рашид ад-Дином. Согласно «Сборнику летописей», баяты представляли собой одно из племён в составе дарлекинов, одной из ветвей коренных монголов.
На территории Киевской Руси, баяты фиксируются в летописях в X—XII веков под названием боуты в составе огузских племён.
До 1928 года населённый пункт Гызылэтрек Балканского велаята Туркменистана назывался Баятхаджи. В «Словаре туркменских этнонимов», вышедшем в 1988 году, С Атаныязов указывал, что туркмены баятского происхождения проживают в Дарганатынском, Дяневском, Саятском, Чарджевском, Фарапском и Ходжамбазском этрапах Лебапского велаята Туркменистана, а также Махтумкулийском этрапе Балканского велаята Туркменистана.

## Известные представители
Видными представителями, происходившими из племени/рода баят, являются:
- Теркен-Хатун — мать Хорезмшаха Ала ад-Дина Мухаммеда II[24].

- Физули, поэт и мыслитель XVI века. Точное происхождение неизвестно. Современник поэта, Нидаи Челеби, пишет, что Физули принадлежал к туркоманам Ак Коюнлу[25]. Энциклопедия Ираника, БРЭ и ряд исследователей также считают, что Физули происходил из тюркского племени баят, осевшего в Ираке[26][27],[28][29][30], представители которого кочевали на пространстве от Закаспия до Сирии. Согласно энциклопедии Ларусса был курдом[31].

- Огузский святой «Деде Горгуд», ставший героем одноимённого эпоса.
- Оруджбек, известный под псевдонимом Дон-Жуан Персидский, автор книги «Россия и Европа глазами Орудж-бека Баята — Дон Жуана Персидского»[32], совершивший в составе сефевидского посольства в 1599—1601 годах путешествие по России, Германии, Чехии, Италии, Франции, Португалии и Испании[33].
- Мортеза-Коли Баят — политический и государственный деятель Ирана.

## Топонимия
Племя баят оставило свой след в топонимии нескольких стран:
Туркменистан:
- села Баят в Дарганатынском, Дяневском, Ходжамбазском, Фарапском и Чарджевском этрапах, село Баятдепе в Саятском этрапе и село Баятлар в Чарджевском этрапе Лебапского велаята;
- село Баятлар — в Эсенгулыйском этрапе и Баят-хаджы в Этрекском этрапе Балканского велаята[34].

Узбекистан
Баяутский район — административная единица в Сырдарьинской области. Административный центр — городской посёлок Баяут. Музрабадский район, Баяут (посёлок).
Азербайджан
Баятская крепость в селе Кебирли Тертерского района.